# سوق الجزائريين

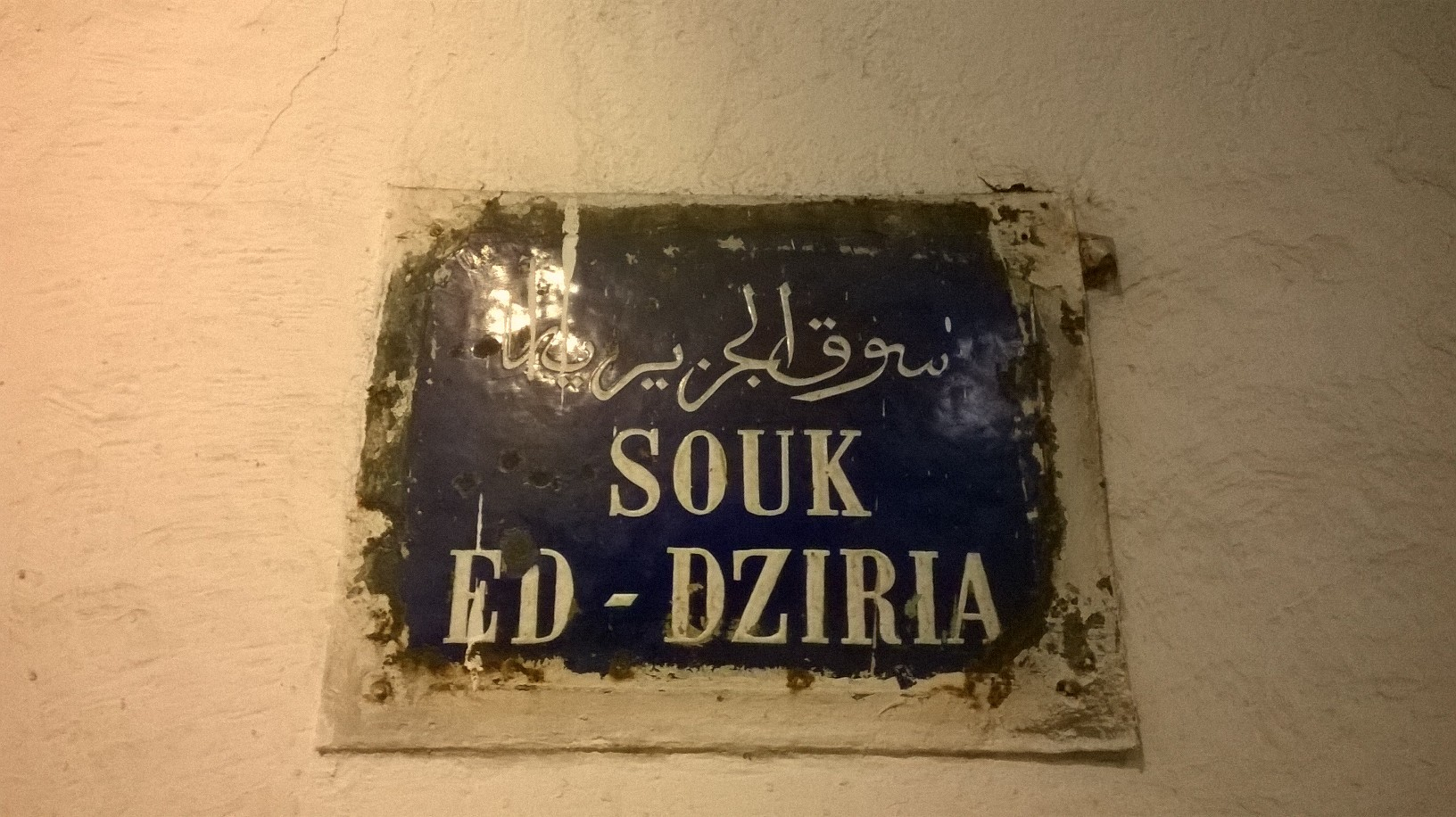
لوحة معدنية بسوق الدزيرية

سوق الجزائريين أو سوق الدزيرية هو أحد أسواق مدينة تونس.

## علم أصول الكلمات
أصل اسم السوق غير واضح. يقول بعض المؤرخين أن البائعين الجزائريين اعتادوا العمل فيه بينما يعتقد البعض الآخر أنها متخصصة في بيع المنتجات الجزائرية.

## الموقع
يقع السوق شرق جامع الزيتونة. وهو على شكل زقاق صغير في سوق البركة. وهذا هو السبب في وجود محلات المجوهرات فيه.